# Сенная площадь (Нижний Новгород)
Сенна́я площадь — одна из центральных площадей Нижнего Новгорода. Соединяет улицы Минина, Большую Печёрскую, Горького (отрезок до пересечения с улицей Белинского) и Родионова.

## История
В 1828 году Сенной базар на Благовещенской площади был перенесён на площадь, специально спланированную между улицами Жуковской (Минина) и Большой Печёрской. Площадь получила название Сенная.

## Основные достопримечательности
Недалеко от площади находятся Верхне-Волжская набережная, автостанция Сенная (снесена для строительства станции метро в 2022 году), канатная дорога и мечеть.
В 2018 году в сквере между набережной и улицей Минина была установлена памятная стела «Пограничникам всех поколений»; торжественное открытие памятника состоялось 5 мая 2019 года. Неподалёку от сквера в 2021 году было построено и открыто 50-метровое колесо обозрения, с которого открывается вид на Волгу, трамплин и близлежащие кварталы.

Галерея
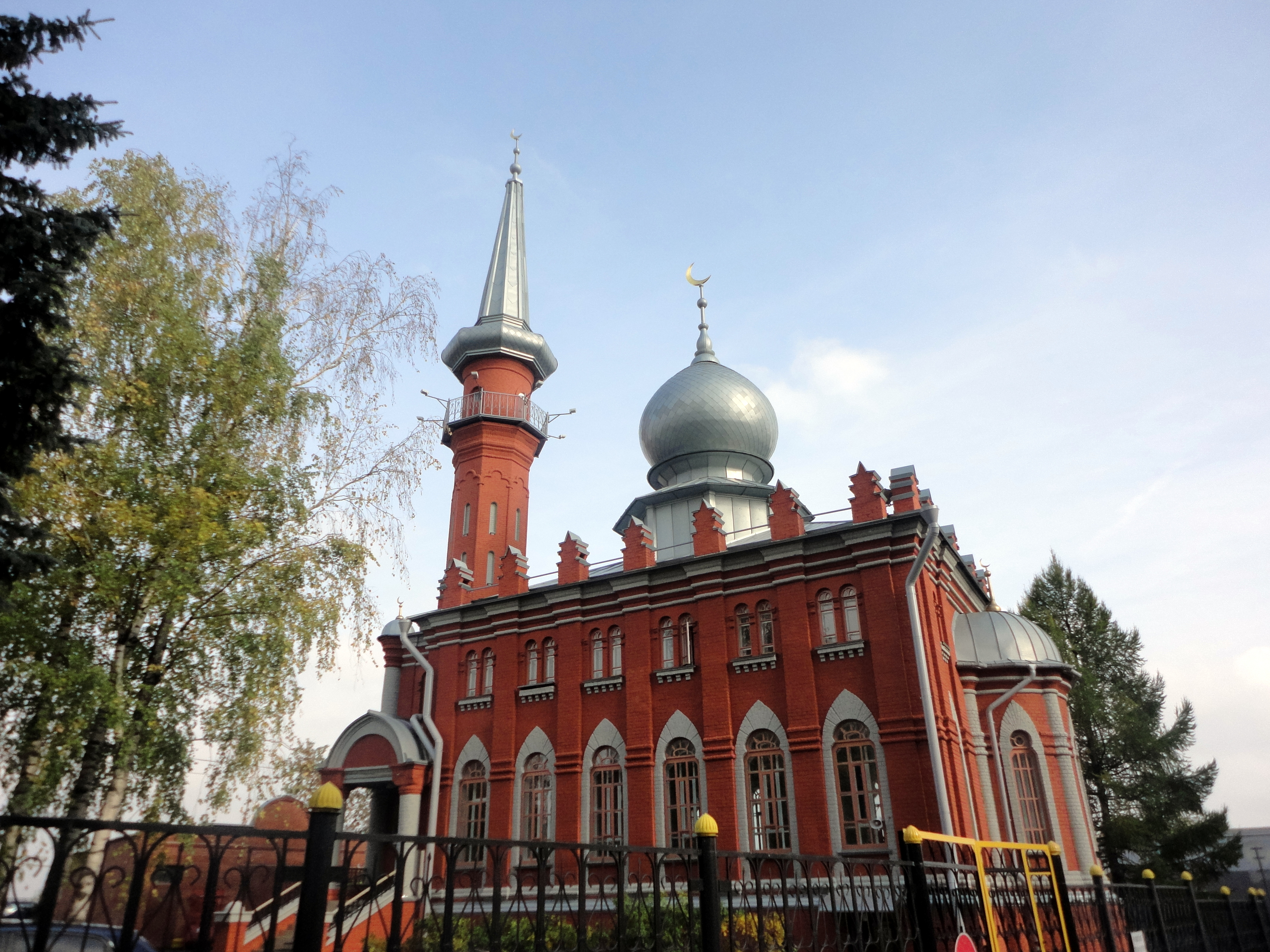
Нижегородская соборная мечеть
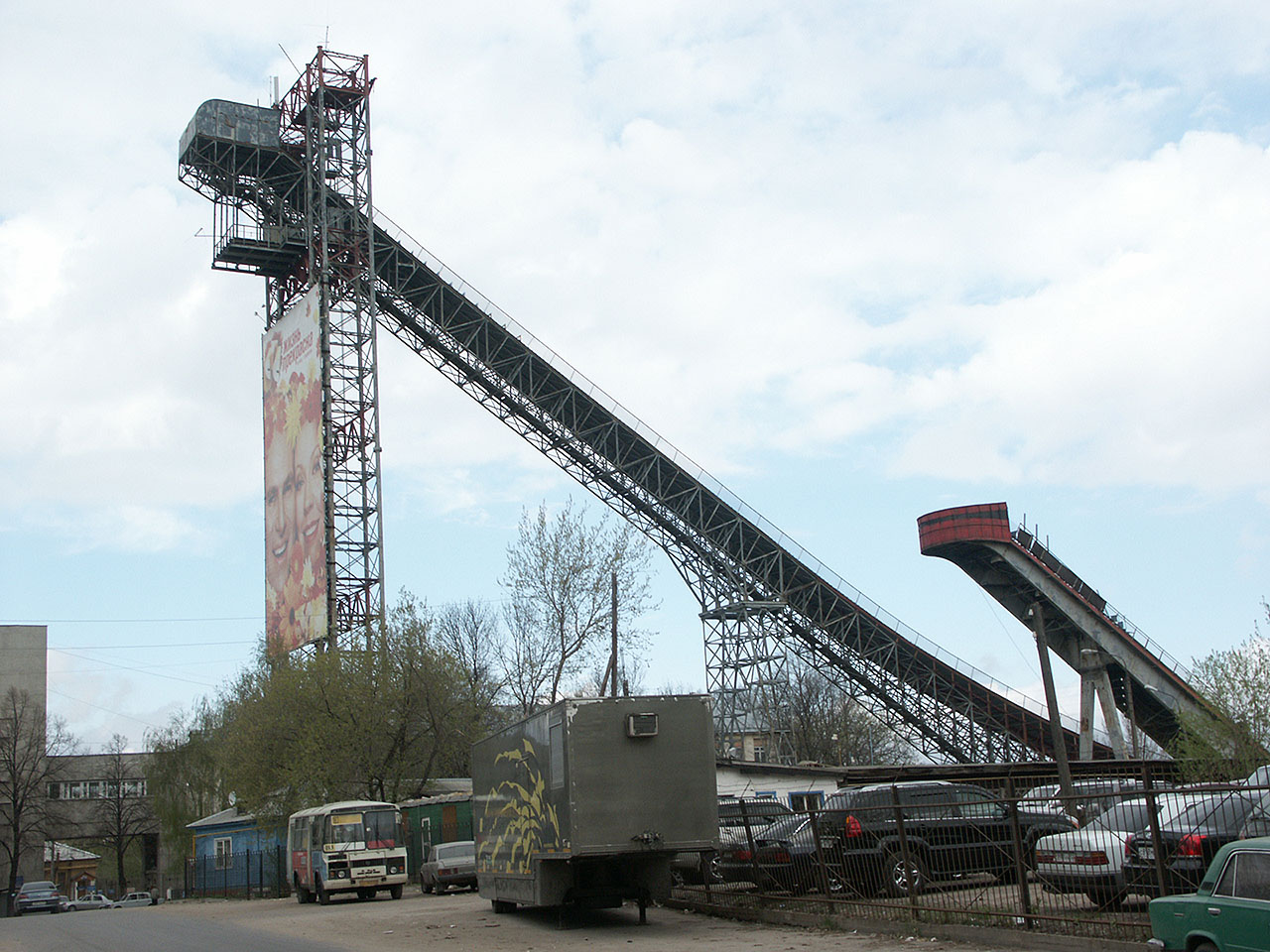
Горьковский лыжный трамплин (заброшен, снесён в 2010-х гг.)
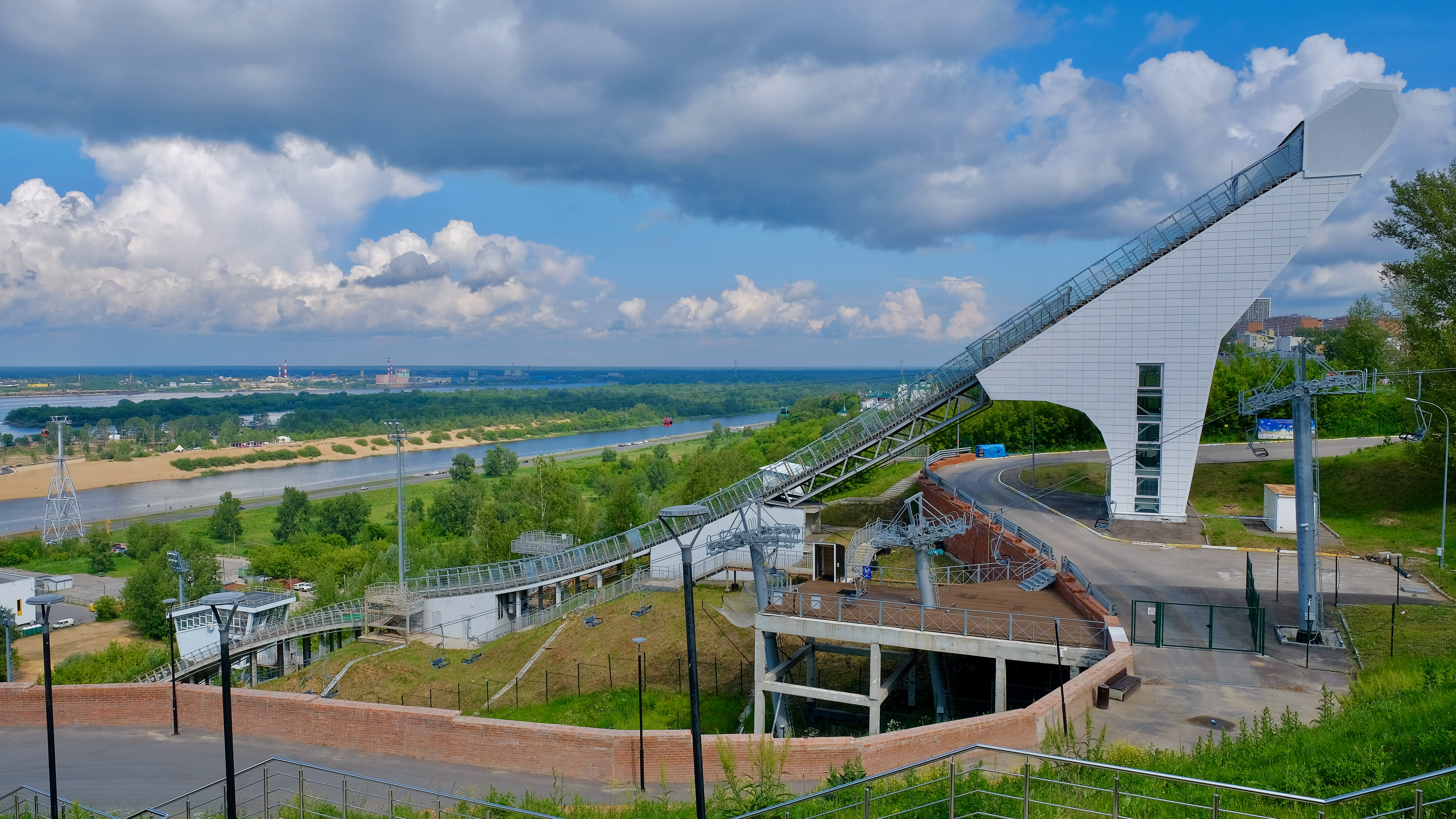
Новый трамплин
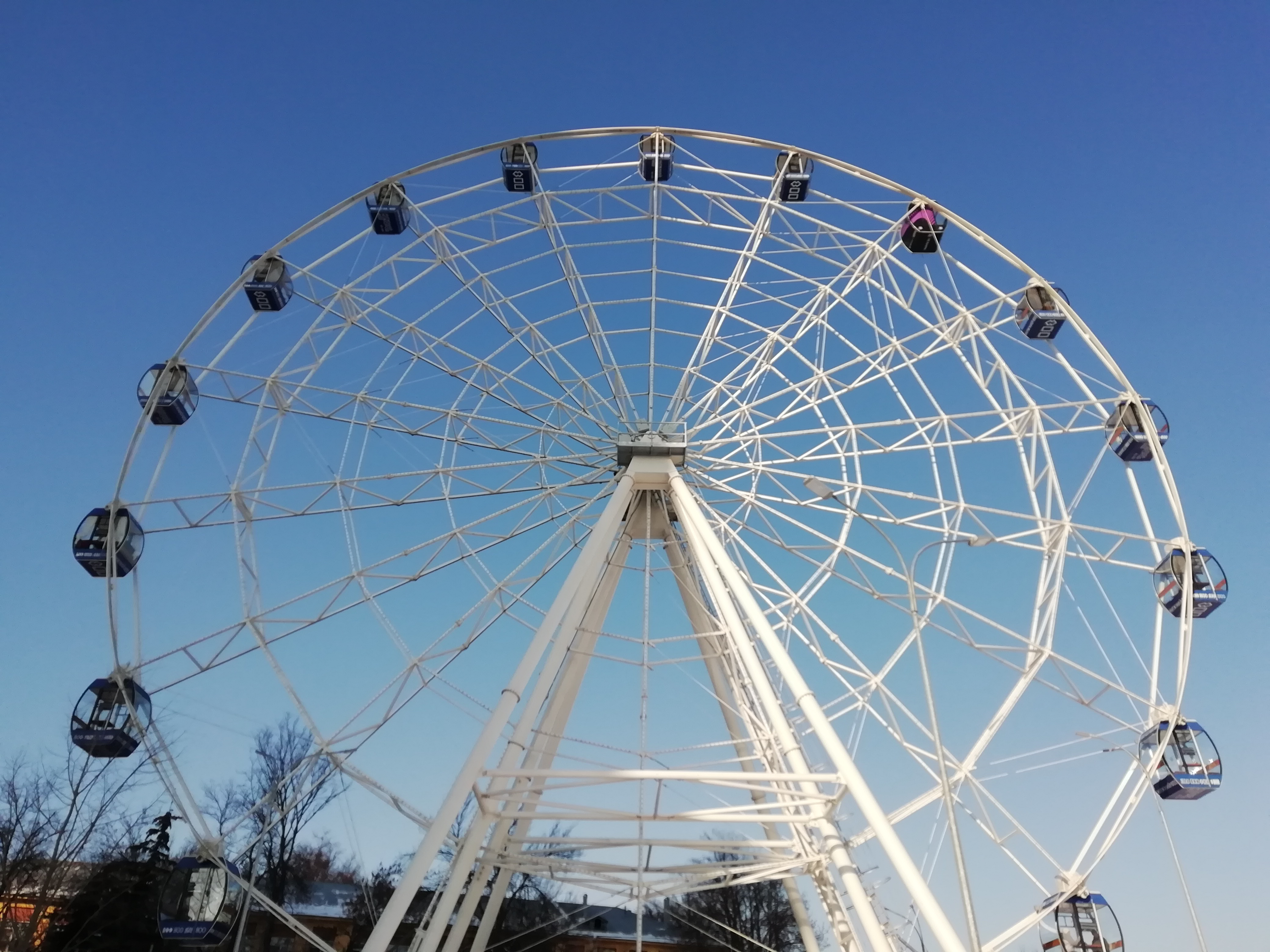
Колесо обозрения

## Транспорт
- Автобус:
  - № 2 (мкр. Верхние Печёры — Автовокзал «Щербинки»)
  - № 16 (мкр. Кузнечиха-2 — Площадь Максима Горького)
  - № 17 (Автостанция «Сенная» — пос. Берёзовский)
  - № 19 (пос. Высоково — пос. Дачный)
  - № 28 (Улица Усилова — Музей-заповедник Щёлоковский хутор)
  - № 40 (мкр. Верхние Печёры — мкр. Юг).
  - № 45 (мкр. Верхние Печёры — улица Ярошенко — ЗКПД-4)
  - № 52 (мкр. Верхние Печёры — мкр. Бурнаковский).
  - № 58 (Улица Деловая — Улица Космическая)
  - № 62 (Улица Усилова — Автовокзал «Щербинки»)
  - № 64 (Улица Усилова — мкр. Соцгород-2)
  - № 90 (мкр. Верхние Печёры — Центр Сормова — ЗКПД-4)
- Трамвай:
  - № 2 («Городское кольцо»)
- Метрополитен:
  - До конца 2026 года планируется открытие станции метро «Сенная».